# Jacques Lusseyran
Jacques Lusseyran (19 de septiembre de 1924-1971) fue un escritor y activista político francés, miembro de la Resistencia francesa durante la Segunda Guerra Mundial.

## Biografía
Jacques Lusseyran nació el 19 de septiembre de 1924 en París, Francia. A los ocho años de edad, quedó totalmente ciego en un accidente escolar. Aprendió rápidamente a adaptarse a su condición y pudo sobrellevar su vida escolar sin mayores contratiempos. Cuando aún era muy joven, se mostró alarmado por el crecimiento de Adolf Hitler en Alemania y decidió aprender alemán, para poder escuchar las emisiones por radio alemanas. Hacia 1938, cuando la Alemania Nazi se anexionó Austria, ya lo había logrado.
En 1940 Alemania invadió Francia; en la primavera de 1941, a los diecisiete años de edad, Lusseyran formó un grupo de resistencia llamado "Los voluntarios de la libertad" con otros cincuenta y dos jóvenes. Fue puesto a cargo del reclutamiento. Poco después, el grupo se fusionó con otro similar, denominado "Défense de la France". En julio de 1943 organizó y participó en una campaña para distribuir panfletos a favor de la resistencia en trenes. Llevaban estilográficas con gas lacrimógeno para evitar que alguien interfiriera en su tarea, pero nunca lo utilizó. 
El 20 de julio de 1943, Lusseyran fue arrestado por la Gestapo, traicionado por un miembro de su grupo de resistencia. Su conocimiento de alemán lo ayudó a comprender la situación más que la mayoría de los prisioneros franceses. Fue enviado a Buchenwald con otros dos mil ciudadanos franceses, donde, por ser ciego, no tuvo que participar en trabajos forzados como los demás prisioneros. En poco tiempo, la mayoría de sus amigos de la infancia y compañeros de la resistencia fueron arrestados, y se encontró con varios de ellos en el campo de concentración. Lusseyran ayudó a mantener un espíritu de resistencia dentro del campo, particularmente entre los prisioneros franceses y alemanes. 
Fue liberado en abril de 1945, luego de haber sobrevivido a varias masacres alemanas en los campos de concentración, donde varios de sus amigos habían sido asesinados. Muchos de sus amigos fallecieron durante el transcurso de la guerra, incluyendo su mejor amigo de la infancia, llamado Jean. Después de la guerra, Lusseyran trabajó como profesor de literatura francesa en los Estados Unidos y escribió varios libros, incluyendo su obra autobiográfica Et la lumière fut (Y la luz se hizo), que narra los primeros veinte años de su vida. Falleció con su tercera esposa, Marie, en un accidente automovilístico en Francia, el 27 de julio de 1971. Le sobreviven sus cuatro hijos.

## Obras
Lusseyran escribió varias obras autobiográficas:
- Y la luz se hizo, Ed. Rudolf Steiner, 2000, ISBN 978-8-4891-9759-6 (en francés: Et la lumière fut, Le Félin, 2005, ISBN 978-2-8664-5610-8 (Primera edición: La Table Ronde, marzo de 1953)
- Le silence des hommes, La Table Ronde, abril de 1954
- Le monde commence aujourd'hui
- Conversation amoureuse. De l’amour à l’Amour. Ediciones Triades
- La lumière dans les ténèbres, Ediciones Triades, 2002
- Georges Saint-Bonnet, Maître de joie, ediciones A.G.I
- Ce que l'on voit sans les yeux, ediciones A.G.I